# West Eighth Street–New York Aquarium (metro de Nueva York)
West Eighth Street – New York Aquarium es una estación en la línea Brighton y la línea Culver del Metro de Nueva York de la división B del Brooklyn–Manhattan Transit Corporation y Independent Subway System. La estación se encuentra localizada en Coney Island, Brooklyn entre West Eighth Street y cerca de la Avenida Surf. La estación es servida en varios horarios por los trenes del Servicio  y .